# Ashley Buccille
Ashley Buccille (Condado de Orange, California, Estados Unidos, 30 de enero de 1986) es una actriz estadounidense. Es más conocida por sus papeles en la película Phenomenon (1996) y Tumbleweeds (1999). De 1997 a 2003, puso la voz a Lila Sawyer en la serie de dibujos animados de Nickelodeon ¡Oye Arnold!.

## Biografía
Buccille nació en el Condado de Orange, California, Estados Unidos, el 30 de enero de 1986. En 1994 actuó en una película para televisión, The Haunting of Seacliff Inn[cita requerida]. Debutó en el cine en 1996 a la edad de los 10 años en la película Phenomenon, el que sería su papel más recordado[cita requerida], en el que estuvo nominada para Premios Artista Joven[cita requerida]. Buccille actuó en tres películas más, en Dusting Cliff 7 interpretando a Carrie Bishop, en Deal of a Lifetime haciendo el papel de Ramona y enTumbleweeds interpretando a Zoe Brussard. En cuanto a la televisión aparece en las series Renegade, Baywatch Nights, Unhappily Ever After y Sons of Thunder. En1997 hasta 2001 puso la voz a Lila Sawyer en los dibujos animados Hey Arnold!.

## Filmografía

### Películas
| Año  | Título                       | Función                |
| ---- | ---------------------------- | ---------------------- |
| 1994 | The Haunting of Seacliff Inn | Película de televisión |
| 1996 | Phenomenon                   | Glory Pennamin         |
| 1997 | Dusting Cliff 7              | Carrie Bishop          |
| 1999 | Deal of a Lifetime           | Ramona                 |
| 1999 | Tumbleweeds                  | Zoe Brussard           |

### Serie de televisión
| Año       | Título               | Papel                                     |
| --------- | -------------------- | ----------------------------------------- |
| 1996      | Renegade             | Molly                                     |
| 1997      | Baywatch Nights      | Katie Burton                              |
| 1998      | Unhappily Ever After | Niña 2                                    |
| 1999      | Sons of Thunder      | Danielle Kolshak                          |
| 1997-2003 | Hey Arnold!          | Lila Sawyer/Lulu/molesto alto pitched voz |

## Premios
| Año  | Premio             | Categoría                                                   | Por      | Resultado |
| ---- | ------------------ | ----------------------------------------------------------- | -------- | --------- |
| 1997 | Young Artist Award | Mejor actuación en una película (edad actriz de 10 o menos) | Fenómeno | Nominada  |